# Andrea da Grosseto
Andrea da Grosseto (Grosseto, siglo XIII-?, ....) fue un erudito y escritor italiano.

## Biografía
Nacido en Grosseto en el siglo XIII, no se sabe mucho de su obra literaria ni de su vida. Andrea da Grosseto se trasladó a París, donde enseñó literatura y el arte de la poesía. En 1268, tradujo del latín al vernàculo italiano los tratados de moral de Albertano de Brescia. Se tiene como importante su contribución a la literatura de Italia, ya que es considerado por algunos estudiosos como el primer escritor en prosa de la lengua italiana.

## Obras
Tratados vulgarizados:
- "Della consolazione e dei consigli" ("Liber Consolationis et Consilii").
- "Dottrina del tacere e del parlare" ("Liber Doctrina Dicendi et Tacendi").
- "Dell'amore e della dilezione di Dio e del prossimo e delle altre cose" ("De Amore et Dilectione Dei et Proximi et Aliarum Rerum et de Forma Vitae").